# アレクサンドル・レベジ
アレクサンドル・イワノヴィチ・レベジ（レーベジ、ロシア語: Алексáндр Ивáнович Лéбедь、ラテン文字転写の例：Aleksandr Ivanovich Lebed、1950年4月20日 - 2002年4月28日）は、ソビエト連邦及びロシアの軍人、政治家。中将。クラスノヤルスク地方知事、ロシア安全保障会議書記などを歴任した。
ハカス（ハカシア）共和国政府議長（首相）を務めたアレクセイ・レベジ大佐は実弟。

## 経歴・人物

### 生い立ち
1950年4月20日にソビエト連邦ロシア共和国のロストフ州ノヴォチェルカッスクで労働者の家庭に生まれる。1967年から2年間研磨工などをして働いた後、1969年にリャザン高等空挺指揮学校に入学し、軍人として歩み始める。

### 軍歴
1973年に同校を卒業し、1981年まで同校に勤務する。同年アフガニスタン紛争に従軍する。1985年フルンゼ名称軍事アカデミーを卒業し、トゥーラ空挺師団長に任命されたことを振り出しに各地の空挺部隊で司令官を務めた。トゥーラ空挺師団長時代には、アゼルバイジャンやグルジアの民族紛争に出動した。

### ソ連8月クーデター
1991年のソ連8月クーデターでは、ドミトリー・ヤゾフ国防相の命令を拒否し、エリツィン陣営に参加してロシア共和国最高会議ビル（ホワイトハウス）を防衛した。ソ連共産党を離党している。1992年6月モルドヴァの沿ドニエストル（プリ＝ドニエストル、トランスドニエストル）駐留軍（第14軍）司令官に任命され、ロシア人とモルドバ人の民族紛争に当たっては調停者となった。1993年10月のモスクワ騒乱でもエリツィンを支持した。
しかし1994年12月チェチェン戦争が勃発した際、紛争介入に関して国防省幹部を痛烈に批判した。このことも関係して、1995年6月14日、同軍の縮小改組を機に司令官を解任され、退役する。

### ロシア大統領選挙
政治的野心が非常に強かったレーベジは、1995年4月にスココフ安全保障会議書記が中心となって結成した「ロシア人共同体会議」に参加していたが、退役した6月に同党の副議長に就任した。10月ロシア人共同体会議が主導して政治ブロック「名誉と祖国」を創設し議長に就任し、12月の下院国家会議選挙にトゥーラ選挙区から立候補し当選した。1996年2月2日より院内会派「人民権力」に所属するが、3月5日に脱退。ロシア人共同体会議とも決別する。
1996年6月のロシア大統領選挙に立候補し第一回投票では、得票率14.52％を獲得し、第三位につける。第一回投票では過半数を獲得した候補者がいなかったため、一位のエリツィンと二位のゲンナジー・ジュガーノフの間で決選投票が行われることとなった。エリツィン陣営は、レーベジ票を取り込むために交渉し、レーベジは選挙直後、エリツィン支持を表明した。6月18日、レーベジは国家安全保障担当大統領顧問兼安全保障会議書記に任命される。

### チェチェン共和国担当大統領代理
8月10日、チェチェン共和国担当大統領代理に任命され、チェチェン独立派のアスラン・マスハドフ参謀総長と会談し、独立問題を五年間凍結し、国家としての地位は2001年に再度検討するハザヴユルト和平合意に調印、第1次チェチェン紛争を終結に導いた。しかし、このことは、レーベジの独断専行でもあり、エリツィン及びエリツィン側近との溝は拡大する一方であったため、10月17日に全ての公職から解任された。

### ロシア国民共和党
再び反エリツィンに転じたレーベジは、12月、新党「ロシア国民共和党」を結成し党首となる。1998年5月にクラスノヤルスク地方知事選挙に立候補し当選。6月には北カフカス民族紛争調停のためのレーベジ・ミッションを設立し、武装勢力の捕虜となっていた多くのロシア連邦軍将兵の救出に尽力した。2002年4月28日視察中に搭乗していたヘリコプターが墜落し、事故死した。

## 著作
- 『憂国』工藤精一郎・工藤正廣・佐藤優・黒岩幸子訳、徳間書店、1997年